# René Klingenburg
René Klingenburg (* 29. Dezember 1993 in Oberhausen) ist ein ehemaliger deutscher Fußballspieler. Der Mittelfeldspieler stand zuletzt beim 1. FC Kaiserslautern unter Vertrag.

## Karriere

### Jugend
Klingenburg spielte von 1997 bis 2008 in seiner Heimatstadt Oberhausen Fußball. Seine erste Station war der SV Post Oberhausen, den er 2004 in Richtung des ehemaligen Bundesligisten Rot-Weiß Oberhausen verließ. Vier Jahre später wechselte Klingenburg zum MSV Duisburg. Nach zwei Jahren verließ er den Verein und wechselte nach Gelsenkirchen zum FC Schalke 04. Mit diesem gelang ihm 2012 der Gewinn der deutschen A-Jugend-Meisterschaft.

### Herren
Im Jahr 2013 erhielt Klingenburg einen Vertrag für die erste Mannschaft der Schalker. Jedoch spielte er nur für deren zweite Mannschaft in der Regionalliga West. Es schlossen sich Stationen beim FC Viktoria Köln und bei Rot Weiss Ahlen an, ehe er im Januar 2017 zur Schalker Zweitvertretung zurückkehrte.
Im Sommer 2018 verpflichtete der Drittligist Preußen Münster Klingenburg. Am 28. Juli 2018 gab er im Spiel bei Fortuna Köln sein Profidebüt und erzielte beim 4:1-Sieg der Münsteraner zwei Tore. Seinen im Frühjahr 2019 auslaufenden Vertrag verlängerte der Mittelfeldspieler nicht und unterschrieb zur Zweitligasaison 2019/20 einen bis Juni 2022 laufenden Vertrag bei Dynamo Dresden. Im Sommer 2021 wechselte er zum Drittligisten 1. FC Kaiserslautern, für den er am ersten Saisonspieltag beim 0:0 gegen Eintracht Braunschweig sein Pflichtspieldebüt gab und mit dem er als Drittplatzierter der 3. Liga im Mai 2022 über den Weg zweier Relegationsspiele gegen den 16. der 2. Bundesliga, Dynamo Dresden, in die 2. Liga aufstieg.
Am 10. März 2023 wurde der Vertrag Klingenburgs bei den Pfälzern in beidseitigem Einvernehmen aufgelöst.

## Erfolge

### Titel
- Deutscher A-Jugend-Meister: 2011/12